# آبشار دیویس
آبشار دیویس (به انگلیسی: Davis Falls) آبشاری است که در نپال واقع شده و ارتفاع کلی ریزشگاه آن است.